# Splendrillia buicki
Splendrillia buicki é uma espécie de gastrópode do gênero Splendrillia, pertencente a família Drilliidae.